# Цуканов, Сергей Николаевич
Сергей Николаевич Цуканов (род. 22 июня 1973, Тула, Тульская область, РСФСР, СССР) — советский и российский серийный убийца, насильник и геронтофил, совершивший 8 убийств женщин, сопряжённых с изнасилованиями, в периоды с 1989 по 1991 и с 1998 по 1999 год на территории города Тула. На момент начала первой серии убийств Цуканову было 16 лет. В 2000 году по определению коллегии областного суда Цуканов был признан невменяемым, и ему было назначено принудительное лечение в психиатрической клинике.

## Биография

### Детство
Сергей Николаевич Цуканов родился 22 июня 1973 года в городе Тула. Был единственным ребёнком в неблагополучной семье. Отец имел проблемы с законом, был судим. Цуканов проживал в однокомнатной квартире вместе с родителями и бабушкой по отцовской линии. Бабушка Цуканова слыла человеком холерического темперамента и постоянно подвергала критике действия Сергея, его родителей и делала в их адрес различные упрёки, тем самым провоцируя создание конфликтных ситуаций, благодаря чему Сергей рос в социально неблагополучной обстановке. Из-за этого уже в подростковые годы Цуканов начал демонстрировать девиантное поведение и признаки женоненавистничества по отношению к пожилым женщинам, имевших полное телосложение и сходство с его бабушкой.
Цуканов посещал школу № 13. В 1988 году Сергей совершил в школьном туалете нападение на заведующую учебной части, в ходе которого предпринял попытку её изнасилования, но педагог узнала Цуканова, и он был вынужден бежать. Инцидент был скрыт от внимания милиции, однако Цуканов был поставлен на учёт в психоневрологический диспансер и отправлен на судебно-психиатрическую экспертизу.
Во время одного из обследований подросток заявил, что мотивом совершения нападения послужила месть за неудовлетворительные оценки, однако в ходе борьбы он возбудился от вида её полных бёдер и ягодиц и решил совершить изнасилование, так как имел расстройство полового влечения, характеризовавшееся болезненной половой тягой к лицам пожилого возраста, которые были предметом его сексуальных фантазий. По результатам экспертизы Цуканову был поставлен диагноз «олигофрения в степени лёгкой дебильности», но он был признан в достаточной степени вменяемым и отпущен на свободу.
Будущий убийца вернулся в школу, где вскоре начал склонять к интимной близости одну из своих одноклассниц. Получив отказ, Сергей начал демонстрировать признаки психического расстройства, занимаясь самоповреждением, в частности, нанося себе порезы кожи при помощи ножа и других острых предметов.

### Первая серия убийств (1989—1991)
Первое убийство Цуканов совершил 24 декабря 1989 года. Его жертвой стала 50-летняя женщина, весовщица мукомольного завода. В ходе расследования подозреваемым стал один из работников завода, ранее судимый и имевший конфликт с погибшей. Однако в дальнейшем он доказал свою непричастность и был исключён из числа подозреваемых.
28 ноября 1990 года Цуканов совершил нападение на 49-летнюю работницу одного из предприятий Тулы, которая возвращалась домой с работы, переходя один из мостов через реку Воронка. В ходе нападения преступник изнасиловал жертву, после чего добил складным ножом, который оставил рядом с телом. Женщина скончалась на месте.
18 марта 1991 года преступник совершил очередное нападение у железной дороги недалеко от мукомольного завода на 51-летнюю женщину, однако жертва оказала яростное сопротивление, из-за чего Цуканов был вынужден в спешке бежать. После этого эпизода появилось первое описание преступника.
23 марта 1991 года Цуканов убил третью жертву около тех же железнодорожных путей. Совершив нападение, Цуканов изнасиловал 52-летнюю женщину, после чего нанёс ей несколько ударов самодельным ножом, выточенным самостоятельно на работе, от которых она скончалась через 2 дня в больнице, успев составить описательный портрет преступника.

### Первый арест и заключение
В это же время следствие начало проверку всех ранее осуждённых за совершение сексуальных преступлений и состоящих на учёте в психоневрологических диспансерах. В ходе проверки милиция узнала о совершении неким Сергеем Цукановым нападения на педагога в 1988 году, после чего он попал в число подозреваемых. 28 августа 1991 года вскоре после окончания школы Сергей Цуканов был задержан. В ходе обыска сотрудниками правоохранительных органов не было найдено никаких улик, изобличающих преступника, однако он был опознан рабочими депо в качестве заказчика изготовления ножа, а также выжившей жертвой, после чего сознался в совершении трёх убийств.
По ходатайству адвокатов убийцы он был отправлен на судебно-психиатрическую экспертизу, которая была проведена в Курской психиатрической больнице. На основании результатов экспертизы Цуканов был признан вменяемым, однако сам Цуканов, его родители и адвокат впоследствии утверждали, что экспертиза была проведена с рядом нарушений. На предстоящем судебном процессе суд не мог применить к нему высшую меру наказания, так как на момент совершения преступлений Цуканов был несовершеннолетним. 23 декабря 1991 года Сергей Цуканов был признан виновным по всем инкриминируемым ему обвинениям и приговорён к 10 годам лишения свободы — максимально возможному сроку, который мог быть применён к лицам, не достигшим совершеннолетия.
После осуждения Цуканов был этапирован в Новомосковскую исправительную колонию, где познакомился с другим осуждённым по имени Анатолий Денисов. При поддержке Денисова Цуканов, находясь в заключении, освоил профессию столяра и все последующие годы работал на производстве по этой профессии. В период заключения он заслужил репутацию образцового заключённого, не подвергался административным взысканиям за нарушение режима, благодаря чему получил условно-досрочное освобождение и вышел на свободу 18 февраля 1998 года.

### Вторая серия убийств (1998—1999)
После освобождения Сергей Цуканов вернулся в Тулу к родителям. Спустя несколько месяцев он устроился столяром в одну из фирм и познакомился с девушкой, которая вскоре стала его сожительницей. Однако из-за психологической несовместимости и отсутствия полового влечения Цуканов вскоре расстался с девушкой и начал злоупотреблять алкогольными напитками. Вторая серия убийств произошла на «Смоленском кладбище» Тулы, имевшем народное наименование «Мыльная гора», из-за чего Цуканов получил впоследствии прозвища «Кладбищенский маньяк» и «Маньяк с Мыльной горы».
19 августа 1998 года в религиозный праздник «Яблочного Спаса» Цуканов, будучи в состоянии алкогольного опьянения, оказался на кладбище, где встретил 80-летнюю женщину, которая пришла навестить могилы родственников. Цуканов напал на неё, изнасиловал и забил до смерти обрезком металлической трубы.
11 октября того же года Цуканов снова появился на кладбище. На этот раз он избил 72-летнюю пожилую женщину, изнасиловал её и забил лопатой, которую жертва принесла с собой.
30 октября Цуканов совершил нападение на 86-летнюю пожилую женщину, которую также изнасиловал и заколол её же зонтом.
16 ноября Цуканов убил 65-летнюю Надежду Романову, которая в тот день явилась на кладбище вместе с мужем и ещё одной родственницей. Некоторое время они совместно шли по одному и тому же маршруту, после чего Романова оставила родственников и направилась в другой сектор кладбища, где была похоронена одна из её подруг. Цуканов выследил женщину и совершил на неё нападение, в ходе которого избил и изнасиловал её, после чего попытался покинуть место преступления, но был замечен работниками кладбища. Внимание работников привлёк неопрятный вид Цуканова и грязь на коленях его брюк. Заподозрив его в совершении преступления, один из рабочих направился к месту, откуда явился Цуканов, и через несколько десятков метров обнаружил тело Романовой, после чего группа мужчин попыталась догнать Цуканова, но он успел к тому времени покинуть территорию кладбища. В ходе расследования со слов свидетелей был составлен фоторобот преступника, а следствие проверило несколько тысяч человек, страдавших психическими расстройствами и отбывших уголовные наказания за совершение сексуальных преступлений.
Последней жертвой серийного убийцы стала 67-летняя Лариса Голубкова, с которой была знакома его мать. 28 марта 1999 года Цуканов и его родители были приглашены на поминки, организованные Ларисой Голубковой по случаю смерти её сына. После поминок поздно вечером того же дня, находясь в состоянии алкогольного опьянения, Сергей Цуканов снова явился в дом Ларисы Голубковой и потребовал бутылку водки, однако Голубкова отказала ему, заявив, что это была не свадьба, а она пережила трагическое событие. После отказа Цуканов впал в ярость. В приступе гнева он совершил нападение на Голубкову, в ходе которого изнасиловал её, после чего нанёс ей несколько ударом ножом, от которых она скончалась.

### Второй арест и принудительное лечение
С целью уничтожения изобличающих улик Цуканов совершил неудачную попытку поджога дома, но был замечен соседями Голубковой. На основании их показаний он был арестован на следующий день — 29 марта 1999 года. После ареста у него был взят образец крови. На основании результатов ДНК-экспертизы была доказана его причастность к совершению всех преступлений. Также он был идентифицирован работниками кладбища в качестве убийцы Романовой. Узнав об этом, вскоре Цуканов выразил желание сотрудничать со следствием и сознался в совершении пяти убийств. На допросах он заявил, что мотивом совершения убийств послужило психическое расстройство. Цуканов настаивал на том, что страдал раздвоением личности и испытывал проблемы с самоконтролем.
В середине 1999 года адвокаты Сергея Цуканова на одном из досудебных слушаний подали ходатайство о проведении судебно-психиатрической экспертизы для установления степени его вменяемости, которое было удовлетворено. В конце того же года Цуканов был этапирован в «Государственный национальный центр социальной и судебной психиатрии имени Сербского», где на протяжении последующих двух месяцев с ним работали специалисты. На основании результатов ряда психиатрических экспертиз было установлено, что Сергей Цуканов страдает шизофренией в особо опасной форме, из-за чего в момент совершения преступлений он не мог осознавать характер и общественную опасность своих действий.
На основании этого 20 января 2000 года по определению коллегии областного суда Сергей Цуканов был признан невменяемым, освобождён от уголовной ответственности и направлен на принудительное лечение в психиатрическую клинику с интенсивным наблюдением, которая расположена в городе Орёл.
По состоянию на 2023 год Сергей Цуканов был жив и находился на принудительном лечении.

## В массовой культуре
- Документальный фильм «Маньяк из 10-го „Б“» из цикла «Следствие вели» (2018). В фильме фамилия изменена на "Сурганов".